# Mario Boljat
Mario Boljat (Split, 1951. augusztus 31. – 2024. január 1.) jugoszláv válogatott horvát labdarúgó, hátvéd, középpályás.

## Pályafutása

### Klubcsapatban
1969 és 1979 között a Hajduk Split labdarúgója volt, ahol négy jugoszláv bajnoki címet és öt kupagyőzelmet ért el. 1979–80-ban a nyugatnémet Schalke 04 csapatában fejezte be a játékot.

### A válogatottban
1977–78-ban öt alkalommal szerepelt a jugoszláv válogatottban.

## Sikerei, díjai
Hajduk Split
- Jugoszláv bajnokság (Prva liga)
  - bajnok (4): 1970–71, 1973–74, 1974–75, 1978–79
- Jugoszláv kupa (Kup Maršala Tita)
  - győztes (5): 1972, 1973, 1974, 1976, 1977

## Statisztika

### Mérkőzései a jugoszláv válogatottban
| Jugoszlávia | Jugoszlávia        | Jugoszlávia                              | Jugoszlávia | Jugoszlávia | Jugoszlávia   | Jugoszlávia  | Jugoszlávia | Jugoszlávia |
| #           | Dátum              | Helyszín                                 | Hazai       | Eredmény    | Vendég        | Kiírás       | Gólok       | Esemény     |
| ----------- | ------------------ | ---------------------------------------- | ----------- | ----------- | ------------- | ------------ | ----------- | ----------- |
| 1.          | 1977. november 13. | Bukarest, Steaua Stadion                 | Románia     | 4 – 6       | Jugoszlávia   | vb-selejtező | -           |             |
| 2.          | 1977. november 16. | Szaloniki, Kleánthisz Vikelídisz stadion | Görögország | 0 – 0       | Jugoszlávia   | Balkán-kupa  | -           |             |
| 3.          | 1977. november 30. | Belgrád, Crvena zvezda Stadion           | Jugoszlávia | 0 – 1       | Spanyolország | vb-selejtező | -           |             |
| 4.          | 1978. április 5.   | Teherán, Arjamehr Stadion                | Irán        | 0 – 0       | Jugoszlávia   | barátságos   | -           | 46'         |
| 5.          | 1978. május 18.    | Róma, Olimpiai Stadion                   | Olaszország | 0 – 0       | Jugoszlávia   | barátságos   | -           | 59'         |
|             | Összesen           |                                          |             | 5           | mérkőzés      |              | 0           | gól         |